# Pokhara quadriconica
Pokhara quadriconica is een hooiwagen uit de familie Sclerosomatidae.